# 假狼毒属
假狼毒属（学名：Stelleropsis）是瑞香科下的一个属。该属共有约9种，分布于中亚。